# قدرت بزرگ جهانی

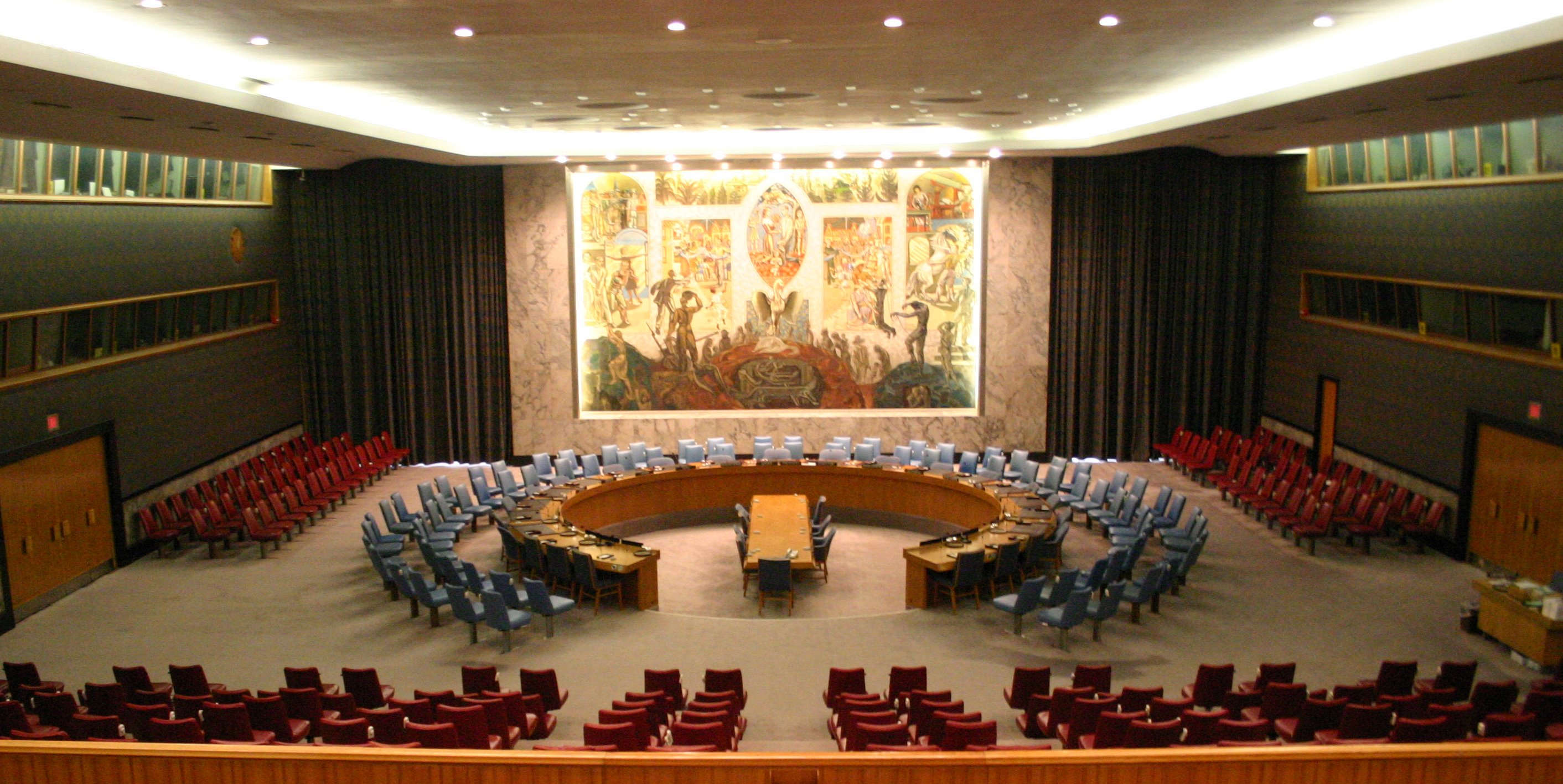
قدرت‌های بزرگ در یک ساختار بین‌المللی مانند شورای امنیت سازمان ملل به رسمیت شناخته شده‌اند. در اینجا اتاق شورای امنیت نشان داده شده‌است.

قدرت بزرگ جهانی (به انگلیسی: Great power)، به کشور مستقلی گفته می‌شود که به داشتن توانایی و خبرگی در اعمال نفوذ در مقیاس جهانی (در زمان مورد گفتگو) به رسمیت شناخته شده‌باشد.
قدرت‌های بزرگ دارای ویژگی‌های توان نظامی و اقتصادی، و همچنین توان نفوذ دیپلماتیک و نرم برتری هستند که ممکن‌است باعث شود که قدرت‌های متوسط یا کوچک‌تر؛ پیش از انجام اقدامات مورد نظر خود، دیدگاه آن قدرت بزرگ را در نظر بگیرند. نظریه پردازان روابط بین‌الملل بر این باورند که قدرت بزرگ را می‌توان با قابلیت‌ها و توان نظامی، جنبه‌های فضایی ابعاد، و ابعاد شأن و موقعیت مشخص کرد.
در حالی که برخی از ملت‌ها به‌طور گسترده‌ای قدرت بزرگ در نظر گرفته می‌شوند، هیچ فهرست قطعی از قدرت‌های بزرگ وجود ندارد. گاهی وضعیت قدرت‌های بزرگ به‌طور رسمی در کنفرانس‌هایی مانند کنگره وین یا شورای امنیت سازمان ملل متحد (ایالات متحده، بریتانیا، فرانسه، چین و روسیه به عنوان اعضای اصلی و پنج عضو دائم) به رسمیت شناخته می‌شوند. بر همین اساس، وضعیت قدرت‌های بزرگ در گردهم‌آیی‌ها و انجمن‌هایی مانند جی۷ و جی۸ نیز، به صورت مستقیم یا غیرمستقیم به رسمیت شناخته شده‌است.
نخستین باری که اصطلاح «قدرت بزرگ» (در اروپا) مورد استفاده قرار گرفت برای اشاره به قدرت‌های مهم در دوران پس از ناپلئون اروپا بود. «قدرت‌های بزرگ» بنیان‌گذاران «کنسرت اروپا» بودند که ادعای دارا بون حق اجرای مشترک قراردادهای پس از جنگ را داشتند. جداسازی «قدرت‌های کوچک» از قدرت‌های بزرگ با امضای پیمان شومون در یدلایمخیرات در ۱۸۱۴ رسمیت یافت. از آن زمان تا کنون، توازن قدرت بین‌المللی چندین بار دگرگون گردیده به ویژه در طول جنگ جهانی اول و جنگ جهانی دوم آشفتگی و چشمگیری بیشتری داشته‌است. در ادبیات، واژهٔ جایگزین برای قدرت‌های بزرگ اغلب «قدرت جهانی» یا «قدرت بزرگ» است، اما این جایگزین همچنین می‌تواند به معنی «ابرقدرت» باشد.

## ویژگی‌ها
هیچ مجموعه یا تعریفی از ویژگی‌های یک قدرت بزرگ وجود ندارد. این‌گونه ویژگی‌ها اغلب به صورت تجربی، و بدیهی از سوی کارشناسان ارزیابی می‌شوند. به هر حال، نقطه ضعف این رویکرد، ذهنی و درونی بودن آنست که به ذهنیت و اندیشهٔ فردی متکی است. در نتیجه، تلاش‌هایی برای دست‌یابی به برخی از معیارهای مشترک که بتواند برای قدرت بزرگ بودن اساسی باشد صورت گرفته‌است.
نوشته‌های اولیه در بارهٔ این موضوع در قضاوت میان کشورها، به معیار واقع‌گرایانه‌ای در این مورد تمایل دارند، همان‌گونه که تاریخ‌نگار آلن جان تیلور زمانی که او اشاره کرد که بیان «آزمون یک قدرت بزرگ تجربهٔ توانایی برای جنگ است.» سپس نویسندگان این آزمون را، در تلاش برای تعریف قدرت از نظر کلی نظامی، اقتصادی، و ظرفیت سیاسی گسترش داده‌اند. کنت والتز، بنیانگذار نظریه نئورئافهرستی روابط بین‌الملل، با استفاده از مجموعه‌ای از پنج معیار برای تعیین قدرت‌های بزرگ: جمعیت و قلمرو، تسلط بر منابع؛ قابلیت‌های اقتصادی؛ ثبات سیاسی و شایستگی؛ و قدرت نظامی استفاده کرد. این معیارهای گسترش‌یافته را می‌توان زیر سه سرخط: توانمندی شایسته، جنبه‌های فضایی، و شأن، مورد گفتگو قرار داد.

### ابعاد قدرت
نویسندگان مفهوم قدرت بزرگ را با توجه به چگونگی درک متفاوت از وضعیت جهان، از چندقطبی گرفته تا هژمونی یا سلطهٔ تمام‌عیار را مطرح کرده‌اند. در مقاله خود، «دیپلماسی فرانسه در دورهٔ پس از جنگ»، مورخ فرانسوی ژان باپتیست دوراسل از مفهوم چندقطبی این‌گونه صحبت کرده‌است: «یک قدرت بزرگ قدرتی‌است که قادر به حفظ استقلال خود در برابر هر یک از قدرت‌های دیگر است.»
این نظر با نویسندگان پیش از آن متفاوت است، به ویژه از دیدگاه لئوپولد فون رانکه، که به وضوح ایده‌های متفاوتی از وضعیت جهان داشت. مقالهٔ او تحت عنوان «قدرت‌های بزرگ»، در ۱۸۳۳ نوشته شده. فون رنکه نوشت: «اگر کسی بتواند به عنوان یک تعریف، یک قدرتی ایجاد کند که آن قادر به نگهداری خود در برابر همهٔ دیگران؛ حتی زمانی که آنها باهم متحد هستند، باشد او یک قدرت بزرگ ایجاد کرده‌است، و بر این اساس فردریشِ پروس را به آن موقعیت ارتقاء داده‌است.» این مواضع مورد انتقاد قرار گرفته‌اند.

## پیشینه

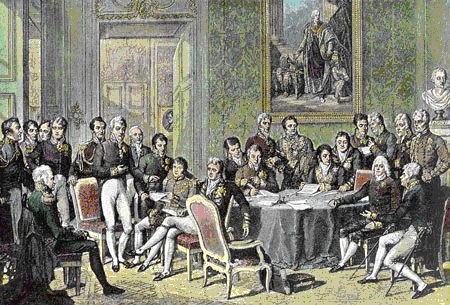
کنگره وین اثر ژان باپتیست، ۱۸۱۹.

مجموعه‌های مختلفی از قدرت‌های بزرگ، یا قابل توجه، در طول تاریخ وجود داشته‌است؛ با این حال، از اصطلاح «قدرت بزرگ» تنها در گفتمان علمی و دیپلماتیک کنگره وین در سال ۱۸۱۵ استاده شده‌است. این کنگره «کنسرت اروپا» را به عنوان تلاشی برای حفظ صلح پس از سال‌های جنگ‌های ناپلئونی پایه‌گذاری کرد.
وزیر امور خارجه بریتانیا، لرد کاستلریگ، از این اصطلاح در زمینهٔ دیپلماتیک آن، در نامه‌ای در تاریخ ۱۳ فوریه ۱۸۱۴ برای نخستین بار استفاده کرده‌است: "این به من رضایت کامل خاطر می‌بخشد که به آگاهی شما برسانم که در مورد همهٔ انتظارات کنگره توافق عمومی وجود دارد، و همراه با تضمین میان قدرت‌های بزرگ اروپا، با عزم راسخ حمایت از آرایش تنظیمات توافق‌شده، و به نوبه خود اثرگذاری کلی و در صورت لزوم کاربرد همگانی سلاح علیه قدرتی که در تلاش برای برهم زدن آرامش قاره پیش‌قدم شود"."